# Mediocalcar
Mediocalcar is een geslacht van orchideeën uit de onderfamilie Epidendroideae.
Het zijn kleine epifytische of lithofytische orchideeën uit de bergregenwouden van Zuidoost-Azië en Oceanië, met succulente bladeren en kleine, felgekleurde bloemen.

## Naamgeving en etymologie
De botanische naam Mediocalcar is afkomstig van het Latijnse medius (midden) en calcar (spoor), naar de spoorvormige inzinking in het midden van de bloemlip.

## Kenmerken
Mediocalcar-soorten zijn kleine epifytische of lithofytische planten met een kruipende rizoom, eivormige pseudobulben omgeven door restanten van bladscheden, en aan de basis twee succulente (vetbladachtige) bladeren. De bloeiwijze is een eindstandige tros met meestal één klokvormige bloem, felrood, met witte, gele of groene toppen.
De bloemlip vertoont in het midden een zakvormige spoor.

## Habitat en verspreiding
Mediocalcar-soorten groeien in vochtige alpiene en subalpiene regenwouden, op bemoste bomen of tussen bemoste stenen, voornamelijk op de Molukken, Nieuw-Guinea, Sulawesi, de Salomons-, Santa Cruz- en Caroline-eilanden, Fiji, Samoa en Vanuatu. Een aantal soorten zijn endemisch voor Nieuw-Guinea.

## Taxonomie
Het geslacht telt naargelang de bron 17 tot meer dan 60 soorten. De typesoort is Mediocalcar bicolor, die nu als ondersoort robustum van Mediocalcar paradoxum wordt beschouwd.

### Soorten
- Mediocalcar agathodaemonis J.J.Sm. (1910)
- Mediocalcar arfakense J.J.Sm. (1913)
- Mediocalcar bifolium J.J.Sm. (1910)
- Mediocalcar brachygenium Schltr. (1919)
- Mediocalcar bulbophylloides J.J.Sm. (1913)
- Mediocalcar congestum Schuit. (1997)
- Mediocalcar crenulatum J.J.Sm. (1929)
- Mediocalcar decoratum Schuit. (1989)
- Mediocalcar geniculatum J.J.Sm. (1912)
- Mediocalcar papuanum R.S.Rogers (1930)
- Mediocalcar paradoxum (Kraenzl.) Schltr. (1910)
- Mediocalcar pygmaeum Schltr. (1911)
- Mediocalcar stevenscoodei P.Royen (1979)
- Mediocalcar subteres Schuit. (1989)
- Mediocalcar umboiense Schuit. (1997)
- Mediocalcar uniflorum Schltr. (1911)
- Mediocalcar versteegii J.J.Sm. (1908)